# Rio Ingúri
O rio Inguri ou, no seu aportuguesamento, Ingúri (em georgiano ენგური, transl. Enguri; em abecásio Егры, transl. Egry) é um rio na região oeste da Geórgia. Tem 213 quilômetros de comprimento, e se origina no nordeste do Suanécia, próximo à região de Racha, tendo um papel importante no fornecimento de energia hidrelétrica para a área. 
O rio desce do alto do Cáucaso, próximo à montanha mais alta da Geórgia, o Monte Xecara, e percorre os vales montanhosos do noroeste antes de pegar a direção sudoeste até desembocar no mar Negro, próximo a Zugdidi.
Desde o conflito geórgio-abecásio de 1992-1993, tanto a Geórgia quanto a Abecásia mantêm tropas no rio; a Rússia também mantém forças de paz na região. O único ponto de cruzamento legal é a Ponte Inguri, com 870 metros de comprimento, construída por prisioneiros de guerra alemães durante a Segunda Guerra Mundial. Existem diversos pontos de cruzamento ilegais ao longo do rio.
O rio desempenha um papel importante na produção de energia da Geórgia. Em 1988, a Represa de Inguri foi construída, a uma altitude de 240 metros. Com 750 metros de largura e 271,5 metros de altura, é a maior construção de todo o Cáucaso. Tem capacidade para 1,1 milhões de metros cúbicos de água. Sua produção é de 4,5 milhões de kilowatts anuais, cerca de 40% da produção nacional de energia. A capacidade é de 1.300 megawatts por hora.

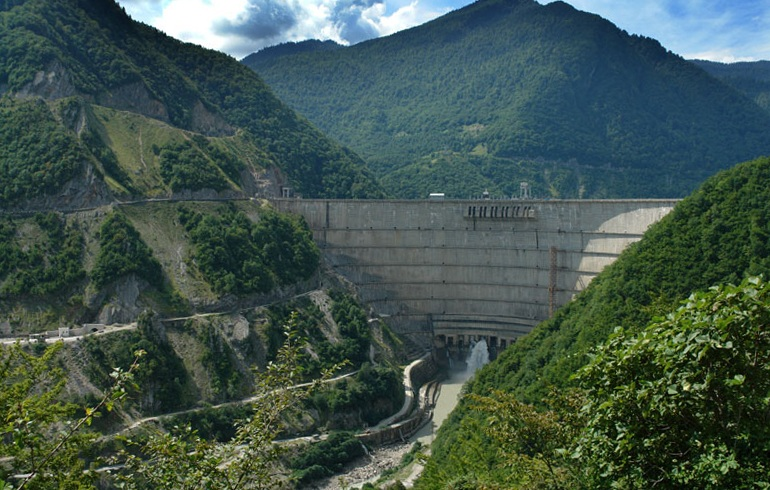
Represa de Inguri, na Geórgia